# Eugenio di Savoia (croiseur)
L'Eugenio di Savoia était un croiseur léger de la classe Condottieri (sous-classe Duca d'Aosta).

## Conception
Les navires de la classe Condottieri étaient bien équilibrés et tenaient bien la mer. Ils étaient aussi rapides que des destroyers mais leur armement et leur blindage étaient plutôt ceux d'un croiseur léger ; leur rayon d'action était suffisant pour les opérations en Méditerranée.

## Histoire
Entre 1940 et 1943, l'Eugenio di Savoia participa à toutes les batailles importantes de la Regia Marina (marine royale italienne), parmi lesquelles la bataille de Punta Stilo. 
Après la guerre, il fut récupéré intact par la Grèce en 1950 en compensation du croiseur Elli coulé en 1940 qui, l'ayant rebaptisé également Helli, continua à l'utiliser jusqu'en 1964 ou 1965.
Il est vendu pour démolition en 1973.